# Mompha idaei
Espèce
Synonymes
- Elachista idaei Zeller, 1839 – protonyme[1]
- Aetia idaei (Zeller, 1839)[1]

Mompha idaei est une espèce d'insectes lépidoptères (papillons) de la famille des Momphidae.

## Répartition
Mompha idaei a une distribution holarctique. En Amérique du Nord, on le trouve d'un océan à l'autre dans la forêt boréale ; il atteint au sud le Colorado et l'État de Washington.

## Description
Mompha idaei a une envergure comprise entre 18 et 22 mm. 

## Biologie
Les imagos volent entre mai et juin. Les chenilles vivent dans les racines de Chamerion angustifolium.

### Publication originale
- (de) Philipp Christoph Zeller, « Versuch einer naturgemässen Eintheilung der Schaben », Isis, Iéna, Inconnu, vol. 32,‎ 1839, p. 167-220 (ISSN 2568-0013, lire en ligne).